# Wanjiru Kinyanjui
Wanjiru Kinyanjui (geboren 1958 in Nairobi) ist eine kenianische Schriftstellerin, Drehbuchautorin und Regisseurin.

## Leben und Werk
Wanjiru Kinyanjui studierte in Berlin zunächst deutsche und englische Literatur, bevor sie an die Deutsche Film- und Fernsehakademie Berlin wechselte. Sie gehörte dort zum Jahrgang 1987. Mit Der Kampf um den heiligen Baum lieferte sie 1994 ihre Abschlussarbeit für die Filmakademie. Sowohl der in Kenya gedrehte Film als auch Kinyanjuis in Berlin entstandener Kurzfilm A Lover & Killer of Colour wurden 2023 im Rahmen der in diesem Jahr neu eingeführten Retrospektive im Forum Programm der Berlinale – der Internationalen Filmfestspiele Berlin – gezeigt. 2011 hatte Wanjiru Knyanjui einen Auftritt in dem Dokumentarfilm Die Geschichte der Auma Obama.
Neben ihrer eigenen künstlerischen Tätigkeit unterrichtete sie Filmproduktion an der Kenyatta University; heute leitet sie außerdem die Abteilung für Film und Animation der Multimedia University of Kenya in Nairobi.

## Filmografie (Auswahl)

### Regie
- ... wenn ein Fremder dazukommt / ... if joined by a Stranger. 1987
- A Lover & Killer of Colour. 1988
- The Reunion. 1988
- Berlin African Time.
- Karfunkel – The Bird with the Broken Wing. 1990
- Black in the Western World. 1992
- Clara Has Two Countries 1992
- Der Kampf um den heiligen Baum / The Battle of the Sacred Tree. 1994/1995
- Die Rechte der Kinder – Der aufgespürte Vater. 1997
- Koi and her Rights / Koi na Hake Fake. 1997
- Dautdi's Gift / Zawaki ya Daudi. 1997
- Die Rechter der Kinder – Anruf aus Afrika, 1998
- African Children. 1999
- And this is Progress. 2000
- Say No to Poverty. 2001
- Trading Images. 2001
- Member of the Jury. 2001
- Manga in America. 2007
- Bahati. 2008
- Africa is a Woman's Name – Amai Rose: A Portrait of a Zimbabwean Woman. Dokumentarfilm. 2009

### Drehbuch
- A Lover & Killer of Colour
- Berlin African Time
- Der Kampf um den heiligen Baum

### Kamera
- A Lover & Killer of Colour
- Berlin African Time

### Schnitt
- A Lover & Killer of Colour
- Berlin African Time